# Theatergruppe
Eine Theatergruppe ist eine Gruppe von Menschen, die zusammengekommen ist, um Theater zu spielen und in verwandten Bereichen für das Funktionieren einer solchen und der Theateraufführung sorgt. Sie kann sowohl als Laientheater- oder als Amateurtheatergruppe konstituiert sein, je nach Ausbildungsstand der Mitglieder: Laien verfügen über keinerlei Ausbildung (so kann z. B. ein Fußballverein beschließen ein Krippenspiel aufzuführen), während Amateure durchaus über entsprechende Kenntnisse verfügen und professionell arbeiten können, aber nicht von ihrer Tätigkeit im Theater leben, sondern über andere Einnahmequellen verfügen.
Ausgeschlossen wird in diesem Artikel das Profitheater der großen und etablierten Bühnen. Auch auf die Behandlung von Laienspielgruppen wird hier verzichtet.

## Geschichte
Theatergruppen entstanden während der großen Krisen des Kapitalismus, besonders den Kriegs- und Nachkriegszeiten des 20. Jh. Vielerorts entstand das „Arbeitertheater“, um die Massen (politisch) aufzuklären (hier ist in Deutschland besonders Erwin Piscator zu nennen, der nach dem Vorbild des Agitprop-Theaters der Russischen Revolution arbeitete). Vorläufer waren aber bereits weit früher Wandertheater wie die italienische Commedia dell’arte und die englischen oder niederländischen Volkstheatergruppen, die durch Mitteleuropa reisten, und die Bühnen des Elisabethanischen Theaters (William Shakespeare), die als unabhängige Gruppen konstituiert waren und als Wegbereiter des europäischen Berufstheaters wie auch als Vorbild für die unabhängigen Theatergruppen gelten. Sie standen in Opposition und Konkurrenz zum etablierten Kulturbetrieb, selbst wenn sie Schwänke aufführten.

## Arbeitsformen, Inhalte und Finanzierung
Einige Theatergruppen arbeiten kollektiv, d. h., sie fällen sämtliche mit einer Aufführung zusammenhängenden Entscheidungen gemeinsam, oder arbeiten unter einem Regisseur. Sie spielen Theaterstücke eines Autors (von  bestimmten Theaterverlagen herausgegeben, die Stücke für Gruppen anbieten und Texthefte mit begrenztem Aufführungsrecht verkaufen) oder erarbeiten ein eigenes Repertoire in Gruppenregie, das ggf. über einen Verlag oder im Selbstverlag herausgeben wird.
Die Bandbreite erstreckt sich vom Kindertheater über Schultheater und Volkstheater bis zum Seniorentheater; die Stücke behandeln das Spektrum von reiner Unterhaltung bis zum politischen Stück; die Darstellungsform umfasst sämtliche in der darstellenden Kunst vorhandenen Möglichkeiten bis hin zum experimentellen Theater. Als Aufführungsorte dienen gemietete oder eigene Räumlichkeiten oder auch öffentliche Straßen und Plätze (siehe hierzu: Straßentheater), bestimmte Gruppen gehen als Gastspiel- oder Tourneetheater (hier auch mit eigenen oder gemieteten Zelten) auf Reisen.
Bestimmte Gruppen arbeiten unabhängig von öffentlicher Unterstützung als „Freie Theater“, andere genießen eine bemessene finanzielle Förderung durch die Kulturetats der Kommunen, die aber selten über die Miete der Räumlichkeiten hinausgeht. Viele Bühnen sind deshalb auch als „eingetragene Vereine“ (e. V.), häufig mit „Gemeinnützigkeit“, registriert und können so Spenden empfangen. In diesem Falle allerdings müssen sämtliche Mitglieder der Theatergruppe aus vereinsrechtlichen Gründen auf persönliche finanzielle Zuwendung verzichten und arbeiten quasi ehrenamtlich.
Inzwischen bilden eine Reihe von Theatergruppen, die als „freie“ begonnen hatten oder noch als solche existieren, längst einen Bestandteil des offiziellen Kulturbetriebs und tragen zu dessen Vielfalt bei.